# Pedro Miguel Marques Ribeiro
Pedro Miguel Marques Ribeiro, mais conhecido por Pedro Ribeiro (24 de Maio de 1988) é um futebolista português que joga habitualmente a avançado.
É jogador da Associação Académica de Coimbra, na primeira liga (bwinLiga) portuguesa desde a época 2007-2008. Por alguns períodos já foi emprestado ao Tourizense, um clube satélite da equipa de Coimbra. No início da época 2009/2010 foi anunciado o seu empréstimo ao Sporting Clube da Covilhã.
Foi por duas vezes o melhor marcador da Académica de Coimbra.